# 6575 Slavov
6575 Slavov eller 1978 PJ2 är en asteroid i huvudbältet som upptäcktes den 8 augusti 1978 av den rysk-sovjetiske astronomen Nikolaj Tjernych vid Krims astrofysiska observatorium på Krim. Den har fått sitt namn efter Nikolaj A. Slavov.
Asteroiden har en diameter på ungefär 11 kilometer och den tillhör asteroidgruppen Hygiea.